# Эвкариды
Эвкариды (лат. Eucarida) — надотряд ракообразных из класса высших раков (Malacostraca). К эвкаридам относят десятиногих, эвфаузиевых и амфионидацей. Они характеризуются карапаксом, покрывающим все грудные сегменты, и особенностями движения стебельчатых глаз.

## Отряды
Эвкариды чрезвычайно разнообразны и богаты видами. Среди них выделяют следующие отряды:

### Эвфаузиевые
Представители отряда эвфаузиевые носят общее название криль. Это морские креветкоподобные организмы, брюшные конечности которых (плеоподы) функционируют как плавательные конечности. Они живут большими стаями и питаются главным образом планктоном. Эта группа включает всего около 90 видов, однако некоторые из этих видов являются одними из самых многочисленных на планете. Действительно, подсчитано, что общая биомасса антарктического криля Euphausia superba составляет 500 миллионов тонн.

### Десятиногие
Отряд десятиногие насчитывает 15 тысяч видов. Представители этого отряда имеют 5 пар грудных конечностей и хорошо развитый карапакс, прикрывающий жабры. К десятиногим относят крабов, омаров и креветок. По строению жабр десятиногих подразделяют на надотряды Dendrobranchiata и Pleocyemata, а эти таксоны, в свою очередь, делятся на несколько инфраотрядов: настоящие креветки (Caridea), креветки-копьеносцы (Stenopodidea), неполнохвостые раки (Anomura), крабы (Brachyura) и другие.

### Angustidontida
Angustidontida — вымерший отряд с единственным семейством Angustidontidae, представители которого известны из позднего девона и раннего карбона (палеозойская эра). Семейство включает два рода: Angustidontus и Schramidontus. Изначально считались эвриптеридами, но позднее установлена их возможная близость с десятиногими.

### Амфионидацеи
Часто выделялся ещё один отряд эвкарид — амфионидацеи, включающий единственный вид Amphionides reynaudii. В связи с утратой некоторых характерных признаков, вызванной малыми размерами, долгое время систематическое положение последнего оставалось неясным. Часть систематиков семейство Amphionididae с этим видом относят к надсемейству Pandaloidea инфраотряда настоящих креветок (Caridea).

## Филогения
Филогения эвкарид во многом остается спорной. В частности, под вопросом стоит монофилия этого таксона:
- Монофилетическая: многие ученые придерживаются точки зрения, что эвкариды являются кладой, сестринской Peracarida или вообще высшим ракам или мизидам (парафилетическая группа Schizopoda).
- Парафилетическая: некоторые утверждают, что парафилетическая группа эвкариды формировалась как клада вместе с Peracarida.
- Полифилетическая: некоторые объединяли эвфаузиевых с мизидами, образуя Schizopoda, или эвфаузиевых с гоплокаридами и десятиногими, формируя Peracarida.